# Osmia capicola
Osmia capicola är en biart som beskrevs av Heinrich Friese 1906. Osmia capicola ingår i släktet murarbin, och familjen buksamlarbin. Inga underarter finns listade i Catalogue of Life.